# 10479 Yiqunchen
10479 Yiqunchen è un asteroide della fascia principale. Scoperto nel 1982, presenta un'orbita caratterizzata da un semiasse maggiore pari a 2,2576981 UA e da un'eccentricità di 0,1811128, inclinata di 7,72481° rispetto all'eclittica.
L'asteroide è dedicato alla scultrice cinese Yiqun Chen.